# 卡尔蒂尼 (索姆省)
卡尔蒂尼（法語：Cartigny，法語發音：[kaʁtiɲi]）是法国上法蘭西大區索姆省的一个市镇，属于佩罗讷区。

## 地理
卡尔蒂尼（49°54'50"N, 3°0'35"E）面积15.15 平方千米，位于法国上法蘭西大區索姆省，该省份为法国北部沿海省份，北起加来海峡省和北部省，西接滨海塞纳省和大西洋英吉利海峡，南至瓦兹省，东临埃纳省。
与卡尔蒂尼接壤的市镇（或旧市镇、城区）包括：布万库尔昂韦尔芒杜瓦、比尔-库尔塞勒、杜万、昂库尔、梅尼勒布兰泰勒、埃斯特雷-蒙斯、坦库尔-布克利、弗赖涅昂韦尔芒杜瓦。

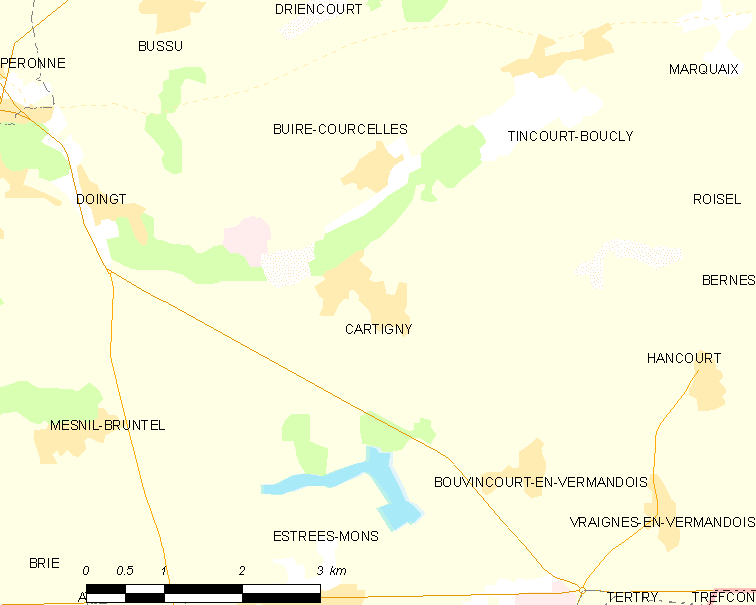
的OSM定位图

卡尔蒂尼的时区为UTC+01:00、UTC+02:00（夏令时）。

## 行政
卡尔蒂尼的邮政编码为80200，INSEE市镇编码为80177。

## 政治
卡尔蒂尼所属的省级选区为佩罗讷县。

## 人口

1962-2008年间人口变化图示

卡尔蒂尼于2022年1月1日时的人口数量为690人。